# Liotrigona bottegoi
Liotrigona bottegoi är en biart som först beskrevs av Paolo Magretti 1895.
Liotrigona bottegoi ingår i släktet Liotrigona och familjen långtungebin. Inga underarter finns listade.

## Utseende
Ett mycket litet bi med en kroppslängd av 2 till 4 mm. Kroppen är svart med röda käkar, antenner och fotspetsar. Arten har sparsam, vit behåring på nedre delen av ansiktet, delar av mellankroppen och benen.
Arten är nära släkt med Liotrigona parvula som den också är nästan identisk med, bortsett från några detaljer på utformningen av mellankroppens främre del och baklåren.

## Ekologi
Släktet Liotrigona tillhör de gaddlösa bina, ett tribus (Meliponini) av sociala bin som saknar fungerande gadd. De har dock kraftiga käkar, och kan bitas ordentligt. Denna art är emellertid fredlig, åtminstone mot större djur.
Boet kan byggas på flera olika ställen, som mindre håligheter i träd,, i lerväggar, övergivna tambikupor, bambustjälkar och tak av växtmaterial. Ingångarna bevakas av 3 till 4 väktarbin.
Som alla arter inom släktet är biet en viktig pollinatör av betydelse både för jordbruket och ekosystemet i stort. Biet hålles inte som tambi, men det förekommer att man skördar honung från vildlevande samhällen.
Födomässigt är arten en generalist, den flyger till blommande växter från många olika familjer som araliaväxter, cherimoyaväxter, gräs, gurkväxter, kinesträdsväxter, myrtenväxter, måreväxter, palmer, papajaväxter, sumakväxter, törelväxter, verbenaväxter, vinruteväxter, vitmangroveväxter, ärtväxter och kransörtsväxter.

## Utbredning
Utbredningsområdet omfattar större delen av Afrika med undantag av Nordafrika; ungefärlig nordgräns vid Sierra Leone, Nigeria, Tchad och Eritrea.